# Vila Františka Petráše
Vila Františka Petráše je vila v Českých Budějovicích na Dukelské ulici, dům má čp. 453, čo. 25. Vila byla postavena mezi lety 1914 (nebo 1915) a 1916 na návrh majitele a stavitele Františka Petráše. V roce 2007 byla vila uvedena v knize nakladatelství Foibos s názvem Slavné vily Jihočeského kraje.

## Památková ochrana
Vila je chráněna jako kulturní památka České republiky. Vila je uznána jako kulturní památka z toho důvodu, že je jedním z nejhodnotnějších modernistických domů v Českých Budějovicích, vzhled domu byl ovlivněn někdejší holandskou architekturou, kdy František Petráš reagoval na tehdy nový styl a na pokrokové stavební technologie, které použil při stavbě vlastního domu. Součástí ochrany je i zahrada domu, kdy v zahradě je hospodářský objekt, zahrada je ohraničena keramickým plotem.

## Popis
Dům je patrový s podkrovím, štít je obrácen k západu směrem do Dukelské ulice, v přízemí je směrem na jihozápad umístěn arkýř, patro je mírně předsazené a je ze strany kryté téměř svislou mansardovou střechou. V podkroví je k jihu obrácený malý balkon a zimní zahrada. Vstup do vily je obrácen k severu a je půlkruhového půdorysu. Východní strana domu má hranolový tvar a plochou střechu. Střecha nemá krov, místo krovu je použita betonová skořepina, celý dům je vystavěn na železobetonovém skeletu.
Budova je zděna cihelnými tvárnicemi (nazývanými Petrášky) v ornamentálním reliéfu, dle zdroje je to stavba v pohádkovém až bizarním stylu. Stěny jsou členěny geometrickými obrazci v reliéfech, na průčelí jsou uvedeny prvky z umělého kamene (např. ostření, římsy, nároží, obklady, sokl). Cihly Petrášky a střecha z betonového skeletu jsou vlastním patentem Františka Petráše.
Severní strana domu byla rozšířena až ve 20. letech 20. století. V poslední třetině 20. století byla vila nevhodně nalíčena na červenou barvu. Vila byla v roce 2002 poničena povodní, ta zničila primárně suterén vily. Vila je ve vlastnictví potomků stavitele Františka Petráše.